# Ostdorf (Dornum)
Ostdorf gehört seit dem 1. November 2001 zum Ortsteil Westdorf der Gemeinde Dornum im Landkreis Aurich in Niedersachsen. Es liegt etwa einen Kilometer östlich von Westdorf und 3,5 Kilometer westlich von Nesse. Die Besiedelung der Warft von Ostdorf begann bereits während der Römischen Kaiserzeit. Erstmals wurde der Ort 1437 als Asthatorp bezeichnet. Spätere Namensvarianten sind Osterdorpe (1499), Oesterdorp (1552), Osdorp (1589) und Ostdorff. 1848 lebten in Ostdorf 115 Einwohner, die sich auf 24 Wohngebäude verteilten.